# Kurarua angustissima
Kurarua angustissima là một loài bọ cánh cứng trong họ Cerambycidae.